# Charles Moureaux
Charles Raymond Joseph Moureaux (Monceau-sur-Sambre, 4 juni 1902 - Bois-de-Villers, 2 augustus 1976) was een Belgisch liberaal politicus. Hij was onder meer minister.

## Levensloop
Moureaux promoveerde tot doctor in de rechten en licentiaat in het notariaat, waarna hij zich als notaris in Brussel vestigde. Hij was eveneens actief als vrijmetselaar.
In 1938 werd hij voor de liberalen verkozen tot gemeenteraadslid van Etterbeek, waar hij van 1945 tot 1948 en voor enkele maanden in 1965 schepen was.
Van 1949 tot 1950 en van 1954 tot 1968 zetelde hij eveneens in de Belgische Senaat: van 1949 tot 1950 als gecoöpteerd senator en van 1954 tot 1968 als rechtstreeks gekozen senator voor het arrondissement Brussel. Van november 1958 tot maart 1961 was hij bovendien minister van Onderwijs in de Regering-G. Eyskens III.
Zijn zonen Serge Moureaux en Philippe Moureaux werden ook politiek actief. Serge was voor het FDF en vervolgens de PS senator en lid van de Kamer van volksvertegenwoordigers en Philippe was voor de PS meermaals minister, senator en volksvertegenwoordiger.
In Etterbeek is er een Charles-Moureauxstadion.

## Publicaties
- La leçon d'un soir de juin. Un acte et en vers, Brussel, 1924.
- Le PSC à l'assaut de l'école nationale, in: Bulletin de la Ligue de l'Enseignement, 1954.
- A propos du problème linguistique, in: Le Flambeau, 1962.
- L'option du 23 mai, in: Le Flambeau, 1965.
- A propos de la revision de la Constitution, in: Le Flambeau, 1965.